# Christine Larson-Mason
Christine Larson-Mason, née le 21 mai 1956, est une joueuse de hockey sur gazon américaine.

## Carrière
Christine Larson-Mason fait partie de l'équipe des États-Unis de hockey sur gazon féminin médaillée de bronze aux Jeux olympiques de 1984 à Los Angeles.